# Vilis Daudziņš
Vilis Daudziņš (Riga, RSS de Letònia, 7 de novembre de 1970) és un actor de cinema, teatre i televisió letó. En el món del teatre, ha aparegut en diverses obres d'Alvis Hermanis i Māra Ķimele, realitzades al Teatre Nou de Riga. Està casat amb l'actriu letona Zane Daudziņa i tenen dos infants: Kārlis un Matīss.

## Filmografia
| Any  | Pel·lícula                            | Paper                 | Notes                      |
| ---- | ------------------------------------- | --------------------- | -------------------------- |
| 2007 | Neprāta cena                          | Armands               | Sèrie de TV (165 episodis) |
| 2007 | Monotonija                            |                       |                            |
| 2007 | Rīgas sargi                           | Paulis                |                            |
| 2009 | The Courageous Heart of Irena Sendler | oficial de la Gestapo |                            |
| 2010 | Seržanta Lapiņa atgriešanās           | Ervīns Meijers        |                            |
| 2012 | Dream Team 1935                       | Rihards Dekšenieks    |                            |

## Premis i nominacions

### Premis
- 2009: Spēlmaņu nakts gada aktieris per Vectēvs[2]
- 2018: Gran Premi Kristaps al Millor actor per Ar putām uz lūpām.[3]

### Nominacions
- 2018: Actor de l'Any al Spēlmaņu nakts.